# Ксёнж-Малы
Ксёнж-Ма́лы (пол. Książ Mały) — село в Польше в сельской гмине Ксёнж-Вельки Мехувского повета Малопольского воеводства.
Село располагается в 5 км от административного центра гмины села Ксёнж-Вельки, в 16 км от административного центра повета города Мехув и в 47 км от административного центра воеводства города Краков.

## История
На рубеже XIV и XV веков владельцем села был шляхтич Немст герба Ястржембец. В это же время в селе был простроен католический приходской храм. В XVI веке в селе была основана приходская школа. В 1863 году через село проходил отряд Адама Хмелёвского. В этом же году около села Гебултув (Мехувский повет)Гебултува были убиты три повстанца, которые были выходцами из Ксёнза-Малого. Эти повстанцы были похоронены на приходском кладбище в Ксёнзе-Малом. В 1884 года в начальной школе было введено преподавание на русском языке.
В конце XIX века ксёнз-Малы был административным центром одноимённой гмины. В 1914 году в селе останавливался отряд Первой кадровой кампании под руководством Юзефа Пилсудского.В конце 1944 году немцы провели в селе акцию пацификации.
В 1963 году в Ксёнзе-Малом была открыта новая начальная школа.
В 1975—1998 годах село входило в состав Келецкого воеводства.